# Florestano Di Fausto
Florestano Di Fausto (16 de juliol de 1890 - 11 de gener de 1965) va ser un arquitecte, enginyer i polític italià especialment conegut pels seus dissenys d'edificis als territoris italians d'ultramar al voltant del Mediterrani. És considerat l'arquitecte colonial més important de l'època feixista a Itàlia i ha estat descrit com l'"arquitecte de la Mediterrània". Protagonista indiscutible de l'escena arquitectònica primer a les illes italianes de l'Egeu i després a la Líbia italiana, destacà per la seva notable preparació combinada amb grans habilitats, que li van permetre dominar en qualsevol context geogràfic els estils arquitectònics més diversos, oscil·lant entre l'eclecticisme i el racionalisme arquitectònic. El seu llegat, durant molt de temps oblidat, va fer-se patent durant els anys noranta.